# Antonella
Az Antonella női név az Antónia olasz becenevéből ered.

## Rokon nevek
Antónia, Antoniett, Antonietta, Antoanett, Ténia

## Gyakorisága
Az újszülötteknek adott nevek körében az 1990-es években igen ritka volt. A 2000-es és a 2010-es években sem szerepelt a 100 leggyakrabban adott női név között.
A teljes népességre vonatkozóan az Antonella sem a 2000-es, sem a 2010-es években nem szerepelt a 100 leggyakrabban viselt női név között.

## Névnapok
május 3.